# Royal Society of Marine Artists

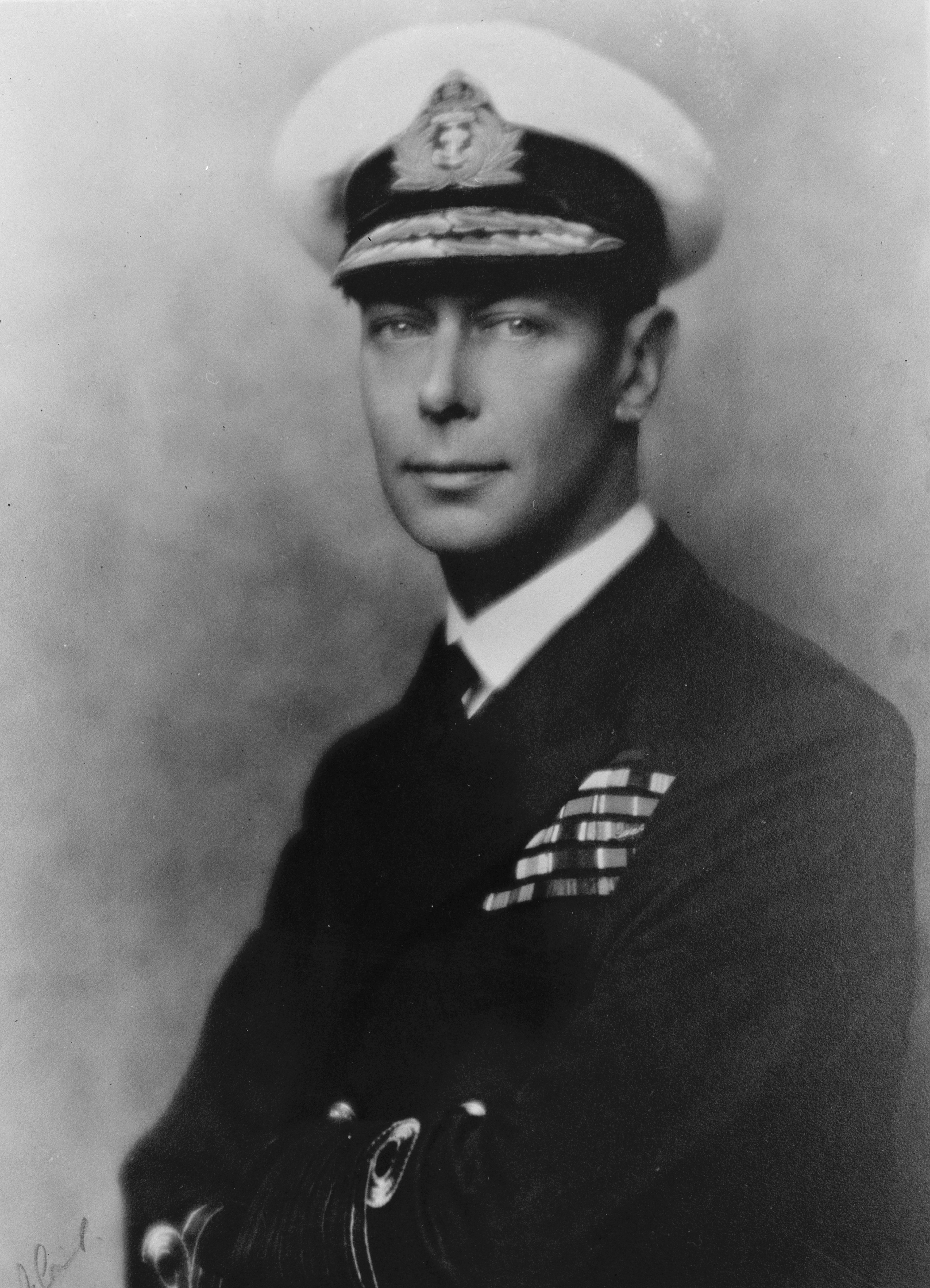
König George VI.

Die Royal Society of Marine Artists (RSMA) ist eine britische Künstlervereinigung von Marinemalern. Sie gehört der Federation of British Artists (FBA) an und hat ihren Sitz in den Mall Galleries in London, wo auch die anderen der insgesamt neun Mitglieder der Federation of British Artists untergebracht sind. Zu den bedeutendsten Vertretern der Society gehören Charles Birnen, Montague Dawson, Claude Muncaster, Norman Wilkinson und Keith Shackleton.

## Geschichte
Die Gesellschaft wurde im Jahr 1939 als Society of Marine Artists gegründet, nachdem der Admiral der Flotte, William Henry Dudley Boyle, Earl of Cork and Orrery, die Bildung einer solchen Gesellschaft befürwortet hatte und durch die Presse auf breites öffentliches Interesse gestoßen war. Die ersten Ausstellungen waren so erfolgreich, dass die Gesellschaft bald zur wichtigsten Kontaktstelle für Künstler und Liebhaber der Marinekunst wurde. Die wichtigste Ausstellung war Sea Power, die unter der Schirmherrschaft von König Georg VI. stand und von Winston Churchill eröffnet wurde.
Der Zweite Weltkrieg schränkte die Aktivitäten der Gesellschaft merklich ein, so dass in dieser Zeit keine Ausstellungen veranstaltet wurden. Die erste Ausstellung der Nachkriegszeit fand 1946 in der Guildhall Art Gallery in London statt, die auch in den nächsten Jahren für Veranstaltungen angemietet wurde. 1966 verlieh Königin Elisabeth II. der Gesellschaft die Royal Charter, so dass sie sich seitdem Royal Society of Marine Artists nennen darf. 1981 verlegte die Society den Austragungsort ihrer jährlichen Ausstellungen von der Guildhall in die Mall Galleries nahe Trafalgar Square.
Die Society besitzt heute 51 Mitglieder, deren gemeinsames Thema das Meer in seiner ganzen Breite und Vielfältigkeit ist. Vertreten sind verschiedenste Maltraditionen wie Freilichtmalerei, Historienmalerei, Landschaftsmalerei, Porträtmalerei und Stillleben. Die Palette der Medien umfasst Ölfarbe, Acrylfarbe, Aquarell und Pastell, sowie Zeichnungen und Drucke. Die wichtigste Aktivität und zugleich Schaufenster der Gesellschaft ist die große jährliche Ausstellung in den renommierten Mall Galleries in London. Diese ist offen für Beiträge sowohl von Mitgliedern als auch Nichtmitgliedern. Eine Jury verleiht Preise für herausragende Werke. Daneben veranstaltet die Gesellschaft auch Workshops, Tutorials, Vorführungen und Vorträge.